# Opogona iricharis
Opogona iricharis är en fjärilsart som beskrevs av Edward Meyrick 1926. Opogona iricharis ingår i släktet Opogona och familjen äkta malar. Inga underarter finns listade i Catalogue of Life.